# Verband der Geschichtslehrerinnen und -lehrer Deutschlands
| Logo                  | Logo                                                                   |
| --------------------- | ---------------------------------------------------------------------- |
|                       |                                                                        |
| Verbandsdaten         |                                                                        |
| Name:                 | Verband der Geschichtslehrerinnen und -lehrer Deutschlands e. V. (VGD) |
| Mitglieder:           | 3200                                                                   |
| Landesverbände:       | 15 in den Bundesländern                                                |
| Gründungsdatum:       | 28./29. September 1913                                                 |
| Bundesvorstand        |                                                                        |
| Vorsitz:              | 1. Niko Lamprecht, Geisenheim/Wiesbaden 2. Frank Schweppenstette, Köln |
| Adresse:              |                                                                        |
| Verbandszeitschriften |                                                                        |
| aktuell:              | geschichte für heute                                                   |
| bis 2008:             | Geschichte in Wissenschaft und Unterricht                              |
| Internet              |                                                                        |
| Website:              | www.geschichtslehrerverband.de                                         |

Der Verband der Geschichtslehrerinnen und -lehrer Deutschlands e. V. wurde 1913 in Marburg (Lahn) gegründet. In 15 Landesverbänden mit etwa 3200 Mitgliedern vertritt er die nach eigenem Anspruch fachbezogenen Interessen der Geschichtslehrkräfte in der Bundesrepublik Deutschland (ca. 80 000). Die Namensänderung wurde 2021 in München beschlossen.

## Aktivitäten
Zu den Aktivitäten des Verbandes gehören
- die Herausgabe einer Verbandszeitschrift der Landesverbände „Geschichte für heute“, die 2008 aus Geschichte in Wissenschaft und Unterricht, Informationen für den Geschichts- und Gemeinschaftskundelehrer sowie Geschichte, Politik und ihre Didaktik hervorgegangen ist;
- die mitverantwortliche Veranstaltung des Deutschen Historikertages,
- die Herausgabe von Medien für den Geschichtsunterricht,
- die Pflege von internationalen Kontakten,
- die Weiterentwicklung des Geschichtsunterrichts über Lehrpläne, Standards, Empfehlungen,
- die Organisation von Fortbildungen.

Für den Geschichtsunterricht ist der Verband einer der Gesprächspartner der Kultus- und Bildungsministerien. Er arbeitet in zahlreichen Kooperationen mit Bundesinstitutionen, Verlagen, Universitäten und Akademien zusammen. Der Verband hat einen Sitz im Ausschuss des Verbandes der Historiker und Historikerinnen Deutschlands und gehört der europäischen Geschichtslehrervereinigung Euroclio an.

## Geschichte
1911 gründeten die Leipziger Oberlehrer Fritz Friedrich und Paul Rühlmann die Zeitschrift Vergangenheit und Gegenwart. Zeitschrift für den Geschichtsunterricht und staatsbürgerliche Erziehung in allen Schulgattungen, in der Anfang 1913 ein Aufruf veröffentlicht wurde, der zur Gründung des „Verbandes Deutscher Geschichtslehrer“ in Marburg an der Lahn am 28. und 29. September desselben Jahres führte. Dieser Verband wuchs bis 1914 von 40 auf 240 Mitglieder und erreichte nach dem Aufbau mehrerer Landes- und Ortsgruppen 1927 mit 1.226 Mitgliedern seine größte Zahl. Bei der Gründung 1913 wurde als Verbandszweck angegeben, die Forschungen der Geschichtswissenschaft für den Schulunterricht nutzbar zu machen, die Lehrpläne kritisch zu sichten, die Aus- und Fortbildung der Geschichtslehrer zu begleiten und Unterrichtsmaterialien (Quellen) zu erschließen. Bereits zu dieser Zeit verstand er sich als Korrektiv der Schulverwaltungen und auch gegen den wilhelminischen Zeitgeist, dem aus einer konservativ-idealistischen Position verurteilten „Triumphzeitalter der technischen Fortschritte“.

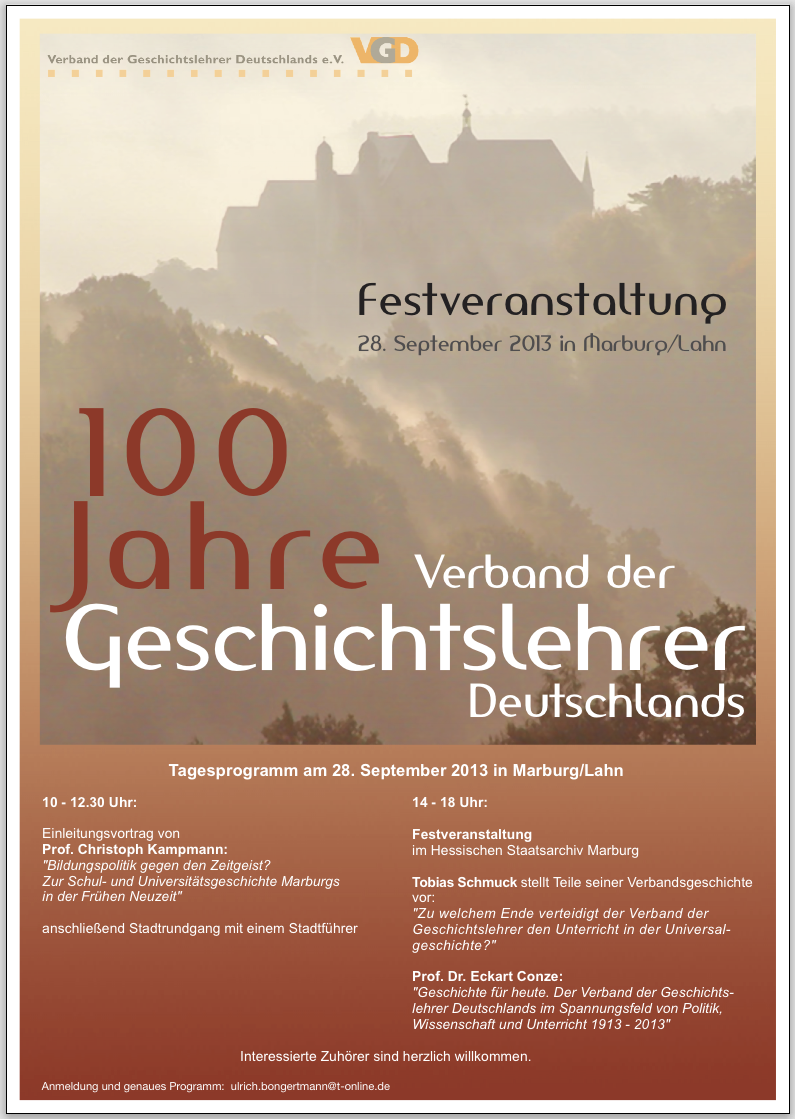
Plakat zum Jubiläum 2013

In der Weimarer Republik nahm die Mehrheit des Verbandes eine antidemokratische Haltung ein und stand den Deutschnationalen nahe. Inhaltlich engagierte sich der Verband sehr in der Kriegsschulddebatte. Aber auch in dieser Zeit zeigten sich progressive Tendenzen besonders in der Leipziger Gruppe, die Universalgeschichte, Geistes- und Kulturgeschichte favorisierte. Namhafte Historiker wie Karl Brandi und Paul Joachimsen gehörten seit 1921 zum Vorstand. 1928 trat der Vorsitzende Arnold Reimann auf dem Internationalen Historikerkongress in Oslo für eine Einstellung zur Wahrung der deutschen Ehre ein und geriet damit in Gegensatz zu den deutschen Universitätshistorikern, die auf objektive Aussagen drängten.
In der Zeit des Nationalsozialismus wurde der Verband 1933/34 im NS-Lehrerbund gleichgeschaltet.
Am 15. September 1949 wurde der Verband auf dem Münchener Historikertag wieder gegründet. Als Zweck wurde vorsichtig formuliert, „unser gesamtes Geschichtsbild neu [zu] durchdenken“. Die Ziele des Geschichtsunterrichts in den Bundesländern wurden häufig mit Hilfe von Verbandsmitgliedern festgelegt. Treibende Kraft für die Neugründung war eine Gruppe nordrhein-westfälischer Geschichtslehrer um Gerhard Bonwetsch, Ernst Wilmanns und Karl Krüger, unterstützt vom Freiburger Historiker Gerhard Ritter und von Karl Bosl in München. Der sozialdemokratische Gewerkschafter Georg Eckert wurde als Vorstandsmitglied integriert, ohne Einfluss zu gewinnen.

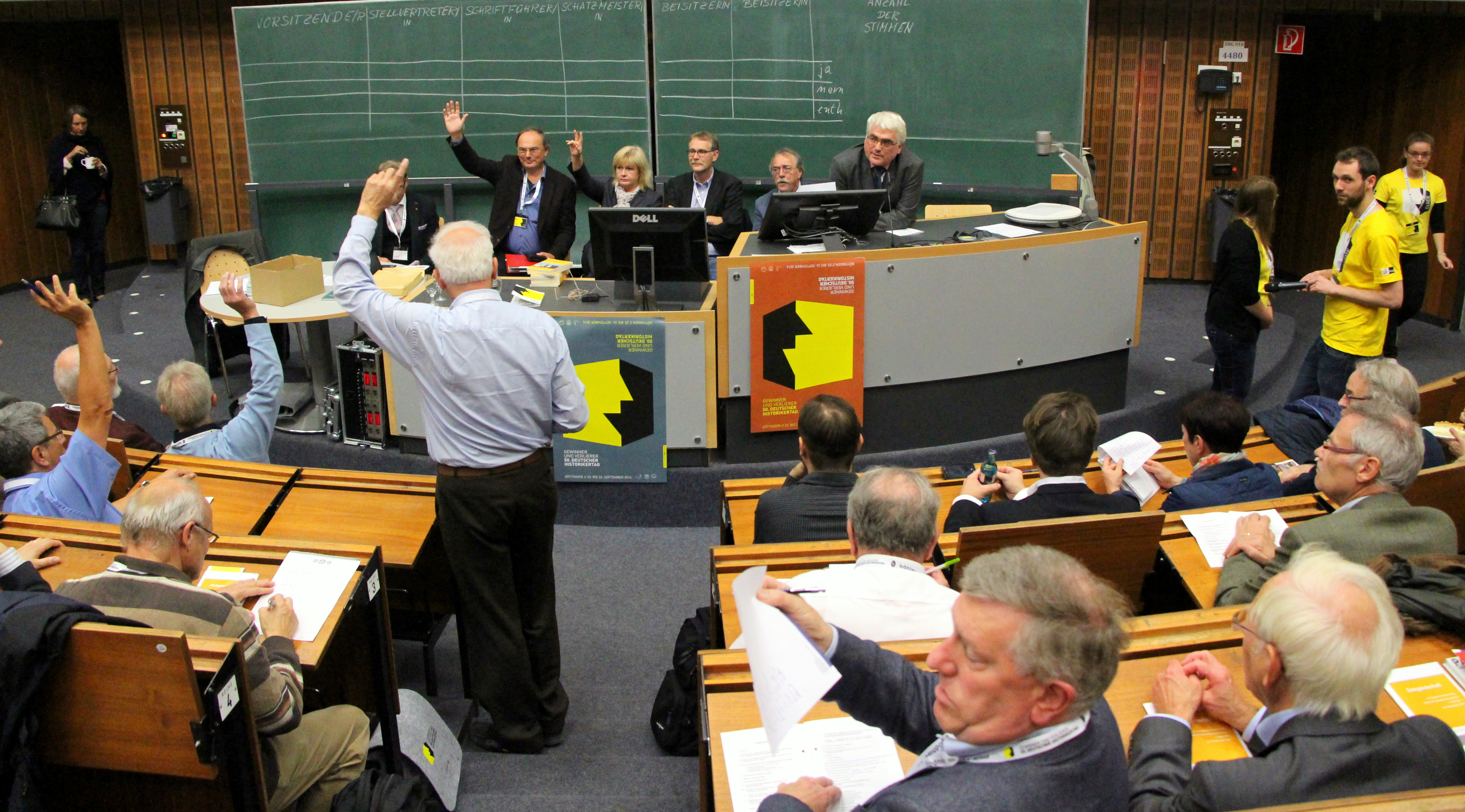
Mitgliederversammlung auf dem Göttinger Historikertag 2014

Beharrlich blieb diese noch konservativ geprägte Generation auf traditionellen Positionen eines abendländisch und nationalkonservativ orientierten Geschichtsunterrichts und beeinflusste über die Calwer Empfehlungen von 1951 stark die Lehrpläne und Geschichtsbücher. Zum Hauptproblem entwickelte sich die Beziehung zur politischen Bildung als Unterrichtsziel und zur Einführung eines eigenen Faches Gemeinschaftskunde. Der Bundesvorsitzende Felix Messerschmid überwand die konservative Opposition gegen das neue Fach.
Der Verband setzte sich seit den 1970er-Jahren erfolgreich für den Erhalt eines eigenständigen Geschichtsunterrichts ein und gegen die Integration in einen allgemein gesellschaftswissenschaftlichen Fächerverbund. Die Verbandszeitschrift Geschichte in Wissenschaft und Unterricht opponierte gegen die von Vertretern der kritischen Geschichtsdidaktik herausgegebene Geschichtsdidaktik. Seit 2008 erscheint die neue Bundeszeitschrift Geschichte für heute im Wochenschau-Verlag.
Eine aktuelle Initiative ist die Festlegung von Bildungsstandards für das Fach Geschichte. In verschiedenen Arbeitskreisen werden mehrere aktuelle Probleme des Geschichtsunterrichts bearbeitet, wie die zeitgemäße Behandlung der deutsch-deutschen Geschichte, die Weltgeschichte, die deutsch-jüdische Geschichte und die Vermittlungswege des Faches in den öffentlich-rechtlichen Medien bzw. Medien.
Am 28. September 2013 veranstaltete der Verband in Marburg (Lahn) einen Festakt zum hundertjährigen Gründungsjahr (vgl. Plakat).

## Vorsitzende des Verbandes
| Name                  | Ort                  | Amtszeit                   |
| --------------------- | -------------------- | -------------------------- |
| Friedrich Neubauer    | Frankfurt/Main       | 1913–1923                  |
| Arnold Reimann        | Berlin               | 1923–1933                  |
| Arnold Reimann        | Berlin               | 1933–1934 (satzungswidrig) |
| Gerhard Bonwetsch     | Detmold              | 1949–1955                  |
| Felix Messerschmid    | Ulm                  | 1955–1967                  |
| Hans-Georg Fernis     | Mainz                | 1967–1972                  |
| Siegfried Graßmann    | Hamburg              | 1972–1980                  |
| Gustav Adolf Süß      | Mainz                | 1980–1986                  |
| Paul Leidinger        | Münster              | 1986–1988                  |
| Traude Petersen       | Elmshorn             | 1988–1992                  |
| Rolf Ballof           | Seesen               | 1992–2002                  |
| Peter Lautzas         | Mainz                | 2002–2012                  |
| Ulrich Bongertmann    | Rostock              | 2012–2018                  |
| Peter Johannes Droste | Aachen               | 2018–2023                  |
| Niko Lamprecht        | Geisenheim/Wiesbaden | seit 2023                  |

## Arbeitsgemeinschaften
AK „Lehrerbildung“
Dieser AK versucht Vorschläge für die qualitätvolle Ausbildung von Geschichtslehrkräften zu machen, die die fachliche Grundlegung als Voraussetzung für guten Unterricht sehen.
Leiter: Roland Wolf, Tübingen
AK „Medien im Geschichtsunterricht“
Der AK befasst sich mit der Darstellung von Geschichte in den Medien und erstellt in Kooperation mit dem ZDF, Gedächtnis der Nation und dem MDR didaktische Materialien zu digital verfügbaren Medien für den Geschichtsunterricht.
Leiter: Ralph Erbar, Niko Lamprecht
AK „Info-Portal zur Reformationsgeschichte“
in Verbindung mit der Evangelischen Kirche in Deutschland
Leiter: Niko Lamprecht (Wiesbaden/Geisenheim), Online-Angebot
Publikation: Uwe Hauser, Niko Lamprecht (Hrsg.): Reformation reloaded. Fächerverbindende Unterrichtseinheiten für Geschichte und Evangelische Religion, Karlsruhe 2016
AK „Bundesarchiv“
Der AK befasst sich mit Archivalien aus dem Bundesarchiv (Deutschland) Koblenz und den Außenstellen, um sie für die Schule zu erschließen.
Leiter: Ralph Erbar (Mainz)
AK „Bildungsstandards und Kerncurriculum Geschichte“
Der AK hat die auf dem Historikertag in Konstanz 2006 vorgelegte Fassung des Curriculums für die Sekundarstufe I/Gymnasium anhand der eingegangenen Rückmeldungen überarbeitet und auf dem Historikertag 2010 in Berlin eine Neuausgabe vorgelegt. Zurzeit ruhend.
AK „Deutsch-jüdische Geschichte – integriert betrachtet“
Der AK arbeitet in Kooperation mit der wissenschaftlichen Kommission des Leo-Baeck-Institutes, des deutschen Büros von Yad Vashem und der Bundeszentrale für politische Bildung an einem didaktischen Konzept zur Vermittlung der deutsch-jüdischen Geschichte im Unterricht.
Leiter: Helge Schröder, Hamburg (vorher Rolf Ballof)
Publikation: Rolf Ballof u. a.: Deutsch-jüdische Geschichte. Quellen zur Geschichte und Politik. Texte und Quellen in Auswahl [Sekundarstufe II], Ernst Klett Verlag, Leipzig 2007, ISBN 978-3-12-430052-2.
AK „Begegnung der Kulturen“
Dieser AK hatte das Ziel, in Kooperation mit dem Zentrum für interkulturelle Studien der Johannes-Gutenberg-Universität Mainz und der Herbert-Quandt-Stiftung das weite Feld der interkulturellen Verständigung zunächst am Beispiel der islamischen Welt anzugehen und entsprechende Leitlinien zu erarbeiten sowie geeignete Materialien für die Schulen bereitzustellen. Abgeschlossen.
Leiter: Gisbert Gemein, Neuss
Publikation: Gisbert Gemein u. a.: Kulturkonflikte – Kulturbegegnungen. Juden, Christen und Muslime in Geschichte und Gegenwart. Schwalbach/Ts. 2010 (auch Ausgabe der Bundeszentrale für politische Bildung).
AK „Welt- und globalgeschichtliche Perspektiven im Geschichtsunterricht“
Der AK hat in einer ersten Phase in Kooperation mit Hochschullehrern der Konferenz für Geschichtsdidaktik (KGD) Vorschläge erarbeitet, wie die Globalgeschichte didaktisch zu fassen ist und entsprechende Aspekte in die Lehrpläne der Länder und in den konkreten Unterricht integriert werden können. Er hat 2010 seine Tätigkeit erfolgreich abgeschlossen.
Publikation: Hans Woidt u. a.: Globale Perspektiven im Geschichtsunterricht. Quellen zur Geschichte und Politik. Ernst Klett Verlag, Leipzig 2010, ISBN 3-12-430066-1.